# آنگلیکا فرمان
آنگلیکا فرمان (زادهٔ ۶ ژانویهٔ ۱۹۶۴) فوتبالیست زن اهل کشور آلمان است. او به عنوان هافبک برای تیم ملی این کشور بازی کرده است و در مسابقات فوتبال زنان اروپا ۱۹۸۹ همراه این تیم بوده است.